# Viariz (Corullón)
Viariz es una localidad española perteneciente al municipio de Corullón, en la provincia de León, comunidad autónoma de Castilla y León.

## Geografía

### Ubicación
| Noroeste: Cadafresnas | Norte: Dragonte | Noreste: Villagroy |
| Oeste: Melezna        |                 | Este: Corullón     |
| Suroeste Melezna      | Sur: Hornija    | Sureste: Hornija   |

## Demografía
Evolución de la población
| Gráfica de evolución demográfica de Viariz entre 2000 y 2017       |
|                                                                    |
| Población de derecho (2000-2017) según el padrón municipal del INE |